# Pino Tuccimei
Pino Tuccimei, vero nome Giuseppe (Roma, 15 marzo 1939 – Roma, 1º febbraio 2020), è stato un produttore discografico italiano.

## Biografia
Iniziò ad interessarsi di management nel 1967. In un primo momento si dedicò alla gestione di gruppi minori, successivamente incontrò nel 1968 i Pooh, all'epoca poco conosciuti, e ne diventò il manager fino al 1973; fu su suo consiglio che Stefano D'Orazio, nel 1971, entrò nel gruppo in sostituzione di Valerio Negrini.
Nel frattempo curò gli interessi di molti altri artisti e gruppi tra i quali gli Osanna, i Trip, Raccomandata Ricevuta di Ritorno, Metamorfosi, Procession, I Jaguars, i Rokketti e per alcuni di essi fu anche il produttore discografico.
Dal 1975 iniziò ad organizzare in proprio grandi eventi. In collaborazione con Franco Mamone di Milano portò in Italia in tour gruppi come Genesis, Van der Graaf Generator, Hookfoot, Emerson, Lake & Palmer, Jethro Tull, Colosseum. Negli anni '80 organizzò assieme a Vincenzo Ratti e David Zard il primo tour italiano di Elton John. Nel 1970, 1971, 1972 fu direttore artistico dei tre famosi raduni pop di Caracalla e Villa Pamphili a Roma dove nel 1972 si radunarono circa 200.000 persone. Con questi raduni diede un impulso decisivo al lancio del rock progressivo. Poi con la politicizzazione di quel tipo di sound lentamente si spostò su musica più soft e diventò il manager della cantante irlandese Kay McCarthy, così come di Gilbert Bécaud e di Juliette Gréco. Dal 1982 fu il manager dei Platters, storico gruppo vocale statunitense.
Fu premiato per la sua attività in campo artistico per tre anni consecutivi con il Premio Campidoglio, con una Maschera d'Argento e con una Grolla d'oro.
Nel 2012 si rimise in gioco e diventò il manager dei Just, gruppo vocale italiano.

## Vita privata
Nel gennaio del 1966 sposa Marina Comin, architetto e psicologa, con la quale condivide per tanti anni la vita musicale, dalla quale nasce ad agosto la figlia, Emanuela. Nel 1982 conosce la ballerina Lucia Colavalle, con la quale si sposa nel 1988 e da cui nascono due figli, Mario (1988) e Lavinia (1995). Il 6 ottobre 2019 celebrano il matrimonio con rito religioso. 
Le ceneri di Pino Tuccimei riposano nel cimitero di Trevignano Romano, paese dove viveva dal 1983.